# Dubová Lhota
Dubová Lhota je malá vesnice, část města Janovice nad Úhlavou v okrese Klatovy v Plzeňském kraji. Nachází se asi tři kilometry západně od Janovic nad Úhlavou. Prochází tudy železniční trať Horažďovice–Domažlice. Dubová Lhota je také název katastrálního území o rozloze 1,67 km².

## Historie
První písemná zmínka o vesnici pochází z roku 1395.

## Obyvatelstvo
| Rok            | 1869 | 1880 | 1890 | 1900 | 1910 | 1921 | 1930 | 1950 | 1961 | 1970 | 1980 | 1991 | 2001 | 2011 | 2021 |
| -------------- | ---- | ---- | ---- | ---- | ---- | ---- | ---- | ---- | ---- | ---- | ---- | ---- | ---- | ---- | ---- |
| Počet obyvatel | 171  | 146  | 156  | 140  | 143  | 124  | 117  | 96   | 86   | 67   | 57   | 41   | 39   | 47   | 50   |
| Počet domů     | 23   | 23   | 22   | 22   | 22   | 22   | 22   | 23   | 21   | 21   | 17   | 17   | 16   | 18   | 20   |

## Obecní správa
Při sčítání lidu v letech 1850–1920 Dubová Lhota byla osadou obce Rohozno v okrese Klatovy. V letech 1921–1975 byla samostatnou obcí v okrese Klatovy.
Od 1. července 1975 do 31. prosince 1979 byla částí obce Běhařov v okrese Klatovy. Od 1. ledna 1980 je částí města Janovice nad Úhlavou v okrese Klatovy. Poté se Běhařov opět osamostatnil, ale Dubová Lhota již zůstala součástí Janovic nad Úhlavou.